# Serang Jaya
Serang Jaya is een bestuurslaag in het regentschap Langkat van de provincie Noord-Sumatra, Indonesië. Serang Jaya telt 2169 inwoners (volkstelling 2010).